# Полярный, Александр Иванович
Александр Иванович Полярный (Грошенков) (10 октября 1902 — 1991) — советский конструктор жидкостных ракетных двигателей, один из пионеров ракетной техники.
В 1931 г., работая в НИИ Гражданского воздушного флота, проектировал пороховую метеорологическую ракету с высотой подъёма 6 км. Реализовать эту конструкцию не удалось в связи с переходом в Институт авиационного моторостроения (ИАМ), в группу Ф. А. Цандера.
В конце 1931 г. участвовал в организационном собрании Центральной группы изучения реактивного движения (ЦГИРД) и встретился с Цандером; который привлёк его к работе в ИАМе. Под руководством Цандера занимался термодинамическими расчетами ракетного двигателя, выполнял отдельные конструкторские работы и проводил эксперименты с двигателем ОР-1, являвшимся прототипом жидкостного ракетного двигателя (ЖРД). После недолгого пребывания в ИАМе в апреле 1932 г. группа, переименованная в бригаду № 1, переехала в помещение ГИРДа, начальником которого был назначен С. П. Королев. Одним из направлений работ бригады Цандера было создание ракетного двигателя ОР-2 на жидком кислороде для ракетоплана РП-1; при этом предусматривалось создать ЖРД, накопить опыт по управлению ЖРД в летных условиях, а в дальнейшем исследовать возможности создания составного ракетного самолета с выходом в космос последней ступени (идея Цандера). Другим направлением работы бригады было создание ракеты на жидком кислороде, получившей обозначение ГИРД-Х. Конструкции двигательной установки ОР-2 и ракеты ГИРД-Х, опубликованы в сборнике трудов Ф. А. Цандера.
Полярному приходилось вести расчетные, конструкторские и экспериментальные работы по двигателю ОР-2 и ракете ГИРД-Х. Первый пуск двигателя ОР-2 состоялся 18 марта 1933 г.; но из-за прогара сопла двигатель был выключен через несколько секунд после пуска.
Для увеличения продолжительности работы двигателя ОР-2 были проведены исследования по применению огнеупорных покрытий сопла и камеры сгорания (корунд, магнезит, искусственный и естественный графит и др.) с одновременным улучшением системы наружного охлаждения. Для камеры покрытие из корунда оказалось вполне пригодным, а сопло с этим покрытием быстро разрушалось.
К середине августа 1933 г. испытания показали, что наилучшей является футеровка из естественного графита — при отсутствии в нем прожилок других минералов. Двигатель, футерованный таким графитом, работал 35—40 сек. с незначительной эрозией критического сечения сопла.
Вскоре после смерти Цандера (28 марта 1933 г.) начальником бригады был назначен Л. К. Корнеев. Запуск ракеты ГИРД-Х состоялся 25 ноября 1933 г.. ЖРД на жидком кислороде и этиловом спирте имел тягу 70 кгс.
В 1934 ГИРД и ГДЛ вошли в состав Реактивного научно-исследовательского института (РНИИ).
В 1934 г. Корнеевым, А. И. Полярным и Л. С. Душкиным независимо от созданного к этому времени РНИИ, был разработан эскизный проект ракеты КПД-1 на жидком кислороде и этиловом спирте. Подача жидкого кислорода в двигатель осуществлялась выдавливанием из бака под действием испаряющегося кислорода. Для интенсификации процесса испарения жидкого кислорода был применен теплообменник — змеевик, расположенный внутри кислородного бака; по змеевику протекал кислород, нагревшийся предварительно в рубашке камеры двигателя. Подача спирта осуществлялась при помощи воздушного аккумулятора давления. Из-за отсутствия средств реализовать эту ракету не удалось.
В 1934—1935 rr. Осоавиахим поставил задачу разработать простейшую метеорологическую ракету на жидком топливе. Ракета была разработана А. И. Полярным совместно с Э. П. Шептицким и работала на жидком кислороде и этиловом спирте. Подача жидкого кислорода из бака достигалась за счет его частичного испарения; бак горючего на 1/3 был заполнен спиртом, на 2/3— сжатым воздухом, под давлением которого спирт вытеснялся в камеру сгорания, когда открывался кран. При содействии актива Осоавиахима (В. А. Сытина, И. А. Меркулова, К. К. Федорова, Н. Н. Краснухина и др.) была изготовлена ракета и построен стенд для её испытаний. Вначале на стенде отработали двигатель, а к середине 1935 г. и всю ракету в целом довели до заданных характеристик.
В 1935 году, вследствие конфликта с руководством, Корнеев, Полярный и ещё ряд бывших сотрудников ГИРД покинули РНИИ. 8 августа 1935 приказом Зам. Наркома обороны и начальник вооружений РККА М. Н. Тухачевского на основе двух групп специалистов, работающих над ЖРД, было организовано КБ-7. Создали испытательную станцию со стендом для огневых испытаний. Нач. КБ-7 Л. К. Корнеев, зам. нач. и ГИ — А. И. Полярный. Разработали 40 ЖРД, работающих на жидком кислороде и спирте и 7 вариантов КРД и 20 прошли огневые испытания. Также разработали 12 вариантов жидкостных баллистических ракет. Ракеты Р-03, Р-03/с, Р-06/г, и АНИР-5 были изготовлены небольшими сериями и прошли летные испытания.
С начала 1937 по февраль 1938 г. под разными углами к горизонту были запущены десять ракет Р-03 и девять ракет Р-06. Устойчивость их в полете в значительной степени зависела от скорости и направления ветра. Максимальная дальность при полете под углом ракеты Р-03 составила ~ 6000 м, ракеты Р-06 — ~ 5000 м.
Работа по изысканию теплозащитных покрытий сопла и камеры проводилась совместно с Харьковским огнеупорным институтом. В 1937 г. в КБ-7 была создана керамическая лаборатория (начальник лаборатории М. Ю. Голлендер). Для внутренней части сопла была изготовлена керамика из химически чистой окиси магния с длительным обжигом по специальной программе. У таких сопел во время работы двигателя в течение 60—90 сек. критический диаметр сопла увеличился на 0,5—1,5 мм.
Наряду с применением в двигателе керамики разрабатывались и цельнометаллические охлаждаемые конструкции двигателей. Охлаждаемое сопло в большинстве случаев имело многозаходную винтовую нарезку, которая вместе с наружной оболочкой сопла составляла каналы для прохождения охлаждающей жидкости (см., например, рис. 26). Был спроектирован, изготовлен и испытан на стенде опытный двигатель с соплом, имевшим оболочку из спаянных витков трубки квадратного сечения. Разрабатывались также цельнометаллические двигатели с гладкой поверхностью стенок со стороны зазора для прохождения охлаждающей жидкости (Ф. Л. Якайтис).
Исследовалась проблема горения топлива в ракетном двигателе, уточнялись характеристики продуктов сгорания различного топлива. Институт химической физики (Я. Б. Зельдович и Д. А. Франк-Каменецкий) разработал для КБ-7 методику расчета I — S-диаграмм продуктов сгорания топлива с учетом последних данных по диссоциации.
Исследования устойчивости ракеты в полете путём применения гироскопа, жестко связанного с её корпусом (предложение П. И. Иванова), проводились при консультации академика А. Н. Крылова на ракете-АНИР-5. Она представляла собой ракету Р-06, в которой был смонтирован гироскоп и соответствующим образом изменены стабилизаторы. Перед стартом гироскоп раскручивался до 19 тыс. об/мин; уменьшение числа оборотов происходило медленно (через 7 мин. скорость вращения падала до 4500 об/мин.). Длина пускового станка равнялась длине ракеты. Для проверки устойчивости АНИР-5 при вертикальном полете были изготовлены шесть ракет. Летные испытания ракеты АНИР-5 позволили установить, что при определенных условиях применение гироскопа, жестко связанного с корпусом ракеты, может обеспечить удовлетворительную устойчивость её в полете.
Расчеты показали, однако, что при увеличении размеров ракеты такое обеспечение её устойчивости не столь экономично (в весовом отношении), как в конструкции АНИР-6, где применен гироскоп с приводом на рули. Была разработана методика расчета и выполнены чертежи модели АНИР-6 для продувки в аэродинамической трубе ЦАГИ.
Вопрос обеспечения устойчивости ракет в полете путём сообщения им большой скорости при выходе с пускового станка, а также способы открывания парашюта исследовались на пороховой ракете Р-07 м с различными площадями оперения. Было проведено шесть пусков ракеты Р-07 м по вертикали. Испытания показали, что при оптимальном подборе площади оперения и скорости выхода с пускового станка не менее 40—50 м/сек ракета имеет удовлетворительную устойчивость в полете.
Одним из вариантов жидкостной ракеты, отличавшейся повышенной скоростью на выходе из пускового станка, могла быть ракета с комбинированным, порохо-жидкостным двигателем (предложение В. С. Зуева). Такой двигатель М-17 был разработан КБ-7 и испытан на стенде. В этом двигателе вначале сгорает пороховой заряд. Одновременно выгорают заглушки, закрывающие выходное отверстие форсунок. При окончании горения порохового заряда, когда давление подачи жидких компонентов выше, чем давление в камере сгорания, двигатель с порохового режима переходит на жидкостный. На жидкостном режиме выгорает деревянная решетка, которая ранее поддерживала пороховой заряд.
До того как были получены результаты отмеченных выше исследовательских и опытно-конструкторских работ, КБ-7 приступило к созданию стратосферного варианта ракеты с высотой подъема 50 км. Он предназначался для Геофизического института АН СССР. Директор этого института академик О. Ю. Шмидт к ракете Р-05 проявлял большой интерес. При его непосредственном участии обсуждались такие вопросы, как параметры ракеты, приборы, устанавливаемые на ракете, и их характеристики, ход выполнения работ по реализации объекта и др. В этой ракете Р-05 уменьшение веса конструкции достигалось за счет подачи компонентов топлива (спирт и жидкий кислород) при помощи порохового аккумулятора давления (ПАД).
Для ракеты Р-05 был предназначен двигатель М-29е, успешно прошедший стендовые испытания с заданными параметрами на протяжении не менее 50 сек. Продолжительность действия ПАДа, отработку которого проводил А. Б. Ионов, составляла 40—42 сек.
В 1939 г. при комплексных испытаниях двигателя с ПАДом и топливными баками, имевшими ту же конструкцию, что и рабочие баки ракеты, но меньшего объема, характеристики двигателя на основном режиме (тяга, давление в ПАДе, баках и камере сгорания, а также секундный расход компонентов топлива) были близки к заданным.
Для дальнейшего увеличения высоты подъема небольших ракет (при отсутствии возможности в КБ-7 создавать крупногабаритные ракеты) в 1938—1939 гг. была спроектирована составная ракета Р-10 с высотой подъема 100 км при стартовом весе 100 кг. Эта ракета представляла собой комплекс из жидкостных ракет первой и второй ступеней и двух спаренных пороховых разгонных двигателей.
Уменьшение веса ракет первой и второй ступеней достигалось применением ПАДа для подачи компонентов топлива в камеру сгорания.
Способ обеспечения устойчивости ракеты Р-10 в полете предполагалось выбрать после получения данных пуска ракеты Р-05 с пороховым разгоном, результатов испытаний системы автоматического управления ракеты (АНИР-6) при помощи гироскопа с приводом на рули и экспериментальной проверки автоматического управления ракеты (ЭНИР-7), двигавшейся в пучке инфракрасных лучей прожектора с применением фотоэлектрического устройства.
Похоронен на старом Киовском кладбище в городе Лобня.